# Ћаја-паша
Имшир-Ћаја-паша био је ћехаја Сулејман паше Скопљака. Право име му је било Имшир-паша, док је Ћаја означавало титулу помоћника везира. 
По избијању Другог српског устанка, Сулејман-паша му издаје наредбу, да сузбије устанак. Ћаја-паша стиже до Чачка који су опсели устаници са војском састављеном углавном од коњице. Устаници су са Лазарем Мутапом успели да нападну турски шанац код џамије у центру Чачка, али су одбијени и том приликом се повлаче на брдо Љубић са рањеним Мутапом. Долазак Милоша Обреновића са два топа, угрозио је Турке. Ћаја-паша тада одлучује да изврши одлучујући напад. Он пребацује војску на два различита прелаза на реци и удара са две супротне стране, на два шанца на прелазима. Будући да је доњи четвороугаони шанац под командом Јована Добраче одолео нападу, Турци крећу на горњи шанац са артиљеријом, и у нападу уништавају устаничку артиљерију. Током напада Ћаја-паша је био присутан са супротне стране Западне Мораве на коњу. Он је тада позивао устанике да се предају. Два млада устаника Васа Томић и Васа Шарга, на превару маме пашу да загази у реку, правећи се да не чују позив и смртно га рањавају с два хица из пушке од којих једним погађају у врат. Овај догађај је остао неопажен на обе стране, али је знатно утицао на ток боја на Љубићу и пораз Турака.